# SYCP3
SYCP3 (англ. Synaptonemal complex protein 3) – білок, який кодується однойменним геном, розташованим у людей на короткому плечі 12-ї хромосоми. Довжина поліпептидного ланцюга білка становить 236 амінокислот, а молекулярна маса — 27 729.
| 10         |  | 20         |  | 30         |  | 40         |  | 50         |
| ---------- |  | ---------- |  | ---------- |  | ---------- |  | ---------- |
| MVSSGKKYSR |  | KSGKPSVEDQ |  | FTRAYDFETE |  | DKKDLSGSEE |  | DVIEGKTAVI |
| EKRRKKRSSA |  | GVVEDMGGEV |  | QNMLEGVGVD |  | INKALLAKRK |  | RLEMYTKASL |
| KTSNQKIEHV |  | WKTQQDQRQK |  | LNQEYSQQFL |  | TLFQQWDLDM |  | QKAEEQEEKI |
| LNMFRQQQKI |  | LQQSRIVQSQ |  | RLKTIKQLYE |  | QFIKSMEELE |  | KNHDNLLTGA |
| QNEFKKEMAM |  | LQKKIMMETQ |  | QQEIASVRKS |  | LQSMLF     |  |            |

A: Аланін

D: Аспарагінова кислота

E: Глутамінова кислота

F: Фенілаланін

G: Гліцин

H: Гістидин

I: Ізолейцин

K: Лізин

L: Лейцин

M: Метіонін

N: Аспарагін

P: Пролін

Q: Глутамін

R: Аргінін

S: Серин

T: Треонін

V: Валін

W: Триптофан

Кодований геном білок за функцією належить до фосфопротеїнів. 
Задіяний у таких біологічних процесах, як клітинний цикл, поділ клітини, мейоз. 
Білок має сайт для зв'язування з ДНК. 
Локалізований у ядрі, хромосомах, центромерах.